# Carl-Helmuth Lichel

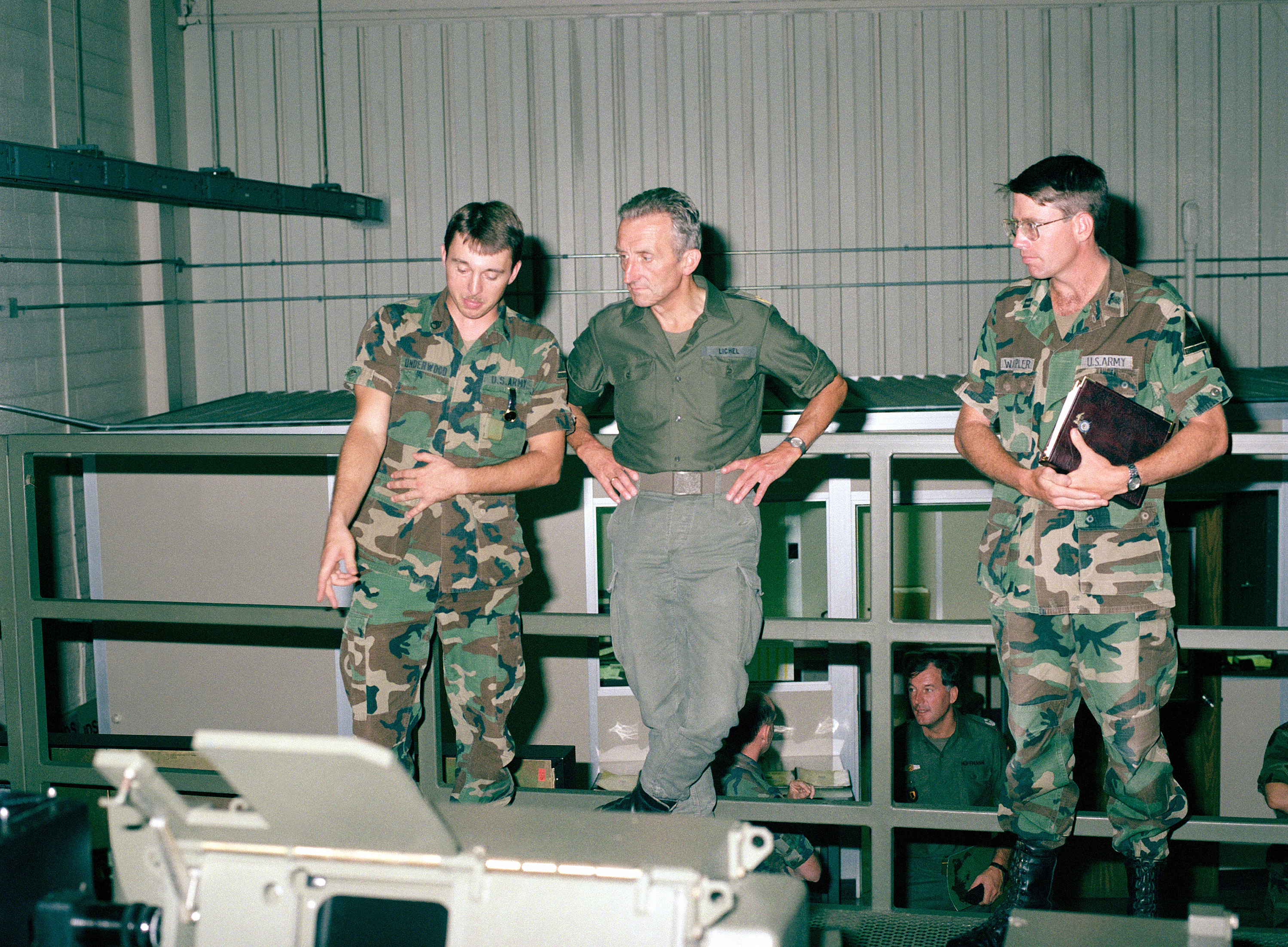
Generalmajor Carl-Helmuth Lichel (Mitte) beim Besuch der United States Army Armor School in Fort Knox 1989

Carl-Helmuth Lichel (* 21. August 1932 in Zwickau) ist ein deutscher Generalmajor außer Dienst des Heeres der Bundeswehr.

## Herkunft, Studium und Familie
Lichel ist Sohn des Generals der Infanterie Walter Lichel (1885–1969).
Lichel studierte von 1953 bis 1958 Betriebswirtschaft an der Ludwig-Maximilians-Universität München, der FU Berlin und der Universität Hamburg. Er schloss 1958 als Diplom-Kaufmann ab.
Er ist verheiratet.

## Militärischer Werdegang
Beförderungen
- 1960 Leutnant
- 1962 Oberleutnant
- 1964 Hauptmann
- 1967 Major
- 1971 Oberstleutnant
- 1975 Oberst
- 1981 Brigadegeneral
- 1984 Generalmajor

1959 trat er als Offizieranwärter in das Panzergrenadierbataillon 122 in Amberg ein. 1960 besuchte er die Heeresoffizierschule III in München und danach die Infanterieschule und die Panzertruppenschule. 1961/62 war er Zugführer im Panzergrenadierlehrbataillon 92 in Munster. 1962 wurde er S1 und 1963 Kompaniechef.
Von 1965 bis 1967 absolvierte er den 8. Generalstabslehrgang Heer an der Führungsakademie der Bundeswehr in Hamburg, wo er zum Offizier im Generalstabsdienst ausgebildet wurde. 1967 wurde er Generalstabsoffizier für Logistik (G4) der 6. Panzergrenadierdivision in Neumünster. Von 1969 bis 1971 war er Hilfsreferent im Führungsstab des Heeres (Fü H) VI 2 in Bonn. Danach war er Generalstabsoffizier zur besonderen Verwendung beim Stellvertretenden Inspekteur des Heeres und Chef des Stabes des Führungsstabes des Heeres. 1972 wurde er Kommandeur des Panzergrenadierbataillons 322 in Schwanewede. 1973/74 war er Hilfsreferent im Referat Persona (P) II 2 im Bundesministerium der Verteidigung (BMVg). 1974 wurde er Referent im Planungsstab des Bundesministers der Verteidigung. 1975 wurde er Referatsleiter Fü H I 6. 1978/69 war er Brigadekommandeur der Panzergrenadierbrigade 2 in Braunschweig. Im Anschluss besuchte er das Royal College of Defence Studies (RCDS) in London.
Von 1981 bis 1983 war er Abteilungsleiter II und General Ausbildung im Heer im Heeresamt in Köln. 1983 wurde er Stabsabteilungsleiter Fü H I. Von 1984 bis 1987 war er Kommandeur der 2. Panzergrenadierdivision in Kassel. 1987 wurde er Abteilungsleiter V und General Kampftruppen im Heeresamt in Köln. Mit Ablauf des März 1990 wurde er in den Ruhestand versetzt.

## Sonstiges
Von 1991 bis 2002 war er Geschäftsführer der Clausewitz-Gesellschaft.
1992 wurde er Präsident des Deutschen Jägerbundes e.V.

## Auszeichnungen
- 1982: Bundesverdienstkreuz am Bande
- 1984: Legion of Merit
- 1985: Ehrenkreuz der Bundeswehr in Gold
- 1987: Bundesverdienstkreuz 1. Klasse
- 2002: Clausewitz-Medaille[2]